# Lijst van vlaggen van Denemarken
Dit is een lijst van vlaggen van Denemarken.

## Nationale vlag (perFIAV-codering)
|          | Civiele vlag | Staatsvlag | Oorlogsvlag |
| -------- | ------------ | ---------- | ----------- |
| Te land  | · ?          | · ?        | · ?         |
| Te water | · ?          | · ?        | · ?         |

## Vlaggen van deelgebieden
Uitsluitend de vlaggen van de Deense autonome gebieden (de Faeröer en Groenland) hebben een officiële status.
| Vlag                | Periode                              | Functie             | Beschrijving |
| ------------------- | ------------------------------------ | ------------------- | --- |
| Vlag van de Faeröer | 1931 - 1948 (officieus) 1948 - heden | Vlag van de Faeröer | Een rood Scandinavisch kruis, blauw omlijnd, op een wit vlak. |
| Vlag van Groenland  | 1985 - heden                         | Vlag van Groenland  | Een witte horizontale baan boven een rode baan van gelijke hoogte, met links uit het midden een schijf van het omgekeerde, met het middelpunt ter hoogte van de scheiding van de banen. |

## Koninklijke standaarden en wimpels

### Koninklijke standaarden
| Vlag | Periode      | Functie                                                                                                  | Beschrijving                                                            |
| --- | ------------ | --- | ----------------------------------------------------------------------- |
| Koninklijke standaard van Denemarken, gebruikt door Koningin Margrethe II                                | 1972 - heden | Koninklijke standaard van Denemarken, gebruikt door Koningin Margrethe II                                | Koninklijke vlag met het grotere wapenschild (van de Monarch)           |
| Standaard van de kroonprins van Denemarken, gebruikt door Kroonprins Frederik                            | 1914 - heden | Standaard van de kroonprins van Denemarken, gebruikt door Kroonprins Frederik                            | Koninklijke vlag met het wapenschild van het Deense koningshuis         |
| Standaard van de regent van Denemarken                                                                   | 1914 - heden | Standaard van de regent van Denemarken                                                                   | Koninklijke vlag met regalia: kroon, scepter, rijkszwaard en rijksappel |
| Standaard van het koninklijk huis van Denemarken, gebruikt door overige leden van de koninklijke familie | ? - heden    | Standaard van het koninklijk huis van Denemarken, gebruikt door overige leden van de koninklijke familie | Koninklijke vlag met kroon                                              |

### Koninklijke wimpels
| Vlag                                                                   | Periode      | Functie                                                                | Beschrijving                                                      |
| ---------------------------------------------------------------------- | ------------ | ---------------------------------------------------------------------- | ----------------------------------------------------------------- |
| Koninklijke wimpel van Denemarken, gebruikt door Koningin Margrethe II | 1972 - heden | Koninklijke wimpel van Denemarken, gebruikt door Koningin Margrethe II | Koninklijke wimpel met het grotere wapenschild (van de Monarch)   |
| Koninklijke wimpel van Denemarken                                      | ? - heden    | Koninklijke wimpel van Denemarken                                      | Koninklijke wimpel met het wapenschild van het Deense koningshuis |

### Historische koninklijke standaarden
| Vlag                                                                       | Periode     | Functie                                                                    | Beschrijving                                                                   |
| -------------------------------------------------------------------------- | ----------- | -------------------------------------------------------------------------- | ------------------------------------------------------------------------------ |
| ? Koninklijke standaard van Denemarken                                     | 1819 - 1903 | ? Koninklijke standaard van Denemarken                                     | Koninklijke vlag met het grotere wapenschild (van de Monarch)                  |
| ? Koninklijke standaard van Denemarken                                     | 1903 - 1948 | ? Koninklijke standaard van Denemarken                                     | Koninklijke vlag met het grotere wapenschild (van de Monarch)                  |
| ? Koninklijke standaard van Denemarken                                     | 1948 - 1972 | ? Koninklijke standaard van Denemarken                                     | Koninklijke vlag met het grotere wapenschild (van de Monarch)                  |
| ? Standaard van Koningin-moeder Ingrid van Denemarken                      | 1948 - 2000 | ? Standaard van Koningin-moeder Ingrid van Denemarken                      | Koninklijke vlag met het alliantiewapen van het Deense en Zweedse koningshuis) |
| ? Standaard van de prins-gemaal van Denemarken, gebruikt door Prins Henrik | 1972 - 2018 | ? Standaard van de prins-gemaal van Denemarken, gebruikt door Prins Henrik | Koninklijke vlag met het wapenschild van prins Henrik                          |

## Militaire vlaggen
| Vlag                                                        | Periode   | Functie                                                     | Beschrijving                                                                                 |
| ----------------------------------------------------------- | --------- | ----------------------------------------------------------- | -------------------------------------------------------------------------------------------- |
| Vlag van het Koninklijke Deense Leger                       | ? — heden | Vlag van het Koninklijke Deense Leger                       | Gelijk aan de staatsvlag                                                                     |
| Oorlogsvlag ter zee                                         | ? — heden | Oorlogsvlag ter zee                                         | Als de staatsvlag, maar de Koninklijke Deense marine gebruikt een andere tint rood.          |
| Onderscheidingsvlag van de Deense minister van Defensie.    | ? — heden | Onderscheidingsvlag van de Deense minister van Defensie.    | De staatsvlag met een gekroond onklaar anker.                                                |
| Onderscheidingsvlag van de Deense chef Defensie             | ? — heden | Onderscheidingsvlag van de Deense chef Defensie             | De staatsvlag met twee witte kruislings geplaatste staven in het eerste kwartier.            |
| Onderscheidingsvlag voor een admiraal                       | ? — heden | Onderscheidingsvlag voor een admiraal                       | De staatsvlag met twee witte sterren in het eerste en in het derde kwartier.                 |
| Onderscheidingsvlag voor een viceadmiraal                   | ? — heden | Onderscheidingsvlag voor een viceadmiraal                   | De staatsvlag met twee witte sterren in het eerste en in 1 witte ster in het derde kwartier. |
| Onderscheidingsvlag voor een schout-bij-nacht               | ? — heden | Onderscheidingsvlag voor een schout-bij-nacht               | De staatsvlag met twee witte sterren in het eerste kwartier.                                 |
| Onderscheidingsvlag voor een vlootadmiraal                  | ? — heden | Onderscheidingsvlag voor een vlootadmiraal                  | De staatsvlag met 1 witte ster in het eerste kwartier.                                       |
| Onderscheidingsvlag voor een Chief of Squadron              | ? — heden | Onderscheidingsvlag voor een Chief of Squadron              |                                                                                              |
| Onderscheidingsvlag voor een admiraal Senior Officer Afloat | ? — heden | Onderscheidingsvlag voor een admiraal Senior Officer Afloat |                                                                                              |

## Vlaggen van staatsbedrijven
| Vlag                       | Periode   | Functie                    | Beschrijving                                                                              |
| -------------------------- | --------- | -------------------------- | ----------------------------------------------------------------------------------------- |
| Vlag van Post Danmark      | ? — heden | Vlag van Post Danmark      | De staatsvlag met het logo van Post Danmark in geel in het eerste kwartier                |
| Vlag van Danske Statsbaner | ? — heden | Vlag van Danske Statsbaner | De staatsvlag met het voormalige logo van Danske Statsbaner in wit in het eerste kwartier |